# Steinsdalsfossen
Steinsdalsfossen je vodopád na řece Fosselva v Norsku, vysoký 46 metrů. Leží na území obce Kvam v kraji Vestland. Vodopád vznikl v roce 1699, kdy si řeka našla nové koryto. Stav vody je nejvyšší v květnu a červnu, kdy v okolních horách roztaje sníh.
Steinsdalsfossen patří s třemi sty tisíci návštěvníky ročně k nejpopulárnějším turistickým atrakcím v Norsku. Vede zde stezka mezi vodopádem a skalní stěnou, která umožňuje nezvyklý pohled na vodopád zezadu. Pravidelně sem jezdil na dovolenou císař Vilém II. Pruský.  
Pro norský pavilon na výstavě Expo 2000 v Hannoveru vytvořila výtvarnice Marianne Heskeová patnáctimetrovou kopii tohoto vodopádu.